# 大柴壮平
大柴壮平（おおしば そうへい、1981年4月20日-）は日本の編集、コラムニスト、ポッドキャスター、YouTuber。バスケットボールを扱う書籍シリーズ『ダブドリ』の編集長を務めている。
身長は178cm(5.8ft)と2022年9月22日のNBAダイナー内で公言している。

## 活動

### 執筆
- 『ダブドリ』「GRIND」「ダブドリ探検隊」連載
- 『NBA Rakuten』「大柴壮平コラム」2019-20シーズン連載
- 『Sports Graphic Number 1015号』[1]「シャキール・オニールxザイオン・ウィリアムソン『再臨した問答無用の怪物』」「ピュアセンターは絶滅するのか」
- 『The Sporting News』[2] 【書評】『ケビン・ガーネット自伝 KG A to Z』――「ガーネット像」が大きく変わる百科事典スタイルの本
- 『楽しまないと もったいない』| 共著:富永啓生 | 購入はコチラ |発売予定:2024年7月17日

### ポッドキャスト
- 『Mark Tonight NTR』MC
- 『Trash Talking Theroy』MC

### YouTube
- 『Basketball Diner』MC
- 『DIMEチャンネル』「DIME LIVE 2021」モデレーター
- 『早朝シューティング部』ゲスト出演

### TV
- 『S ROCKS』（東京メトロポリタンテレビジョン）ゲスト出演